# Курманаево (Мишкинский район)
Курмана́ево (мар. Тӧргымтӱр; баш. Ҡорманай) — деревня в Мишкинском районе Республики Башкортостан Российской Федерации. Входит в состав Большесухоязовского сельсовета.

## География

### Географическое положение
Расстояние до:
- районного центра (Мишкино): 30 км,
- центра сельсовета (Большесухоязово): 1 км,
- ближайшей ж/д станции (Загородная): 105 км.

## Население
| 2002 | 2009 | 2010 |
| ---- | ---- | ---- |
| 434  | ↗454 | ↘428 |

Национальный состав
Согласно переписи 2002 года, преобладающие национальности — марийцы (50 %).